# わ

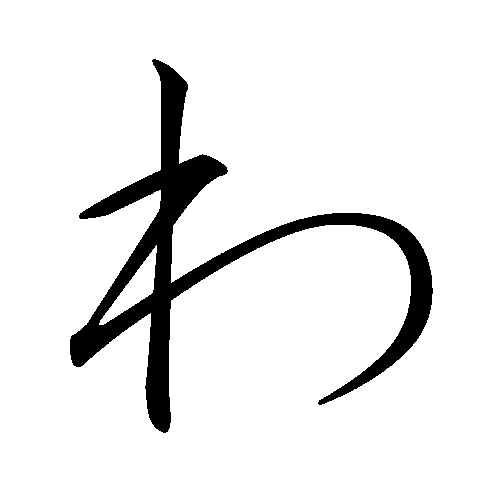
平假名わ（清音）

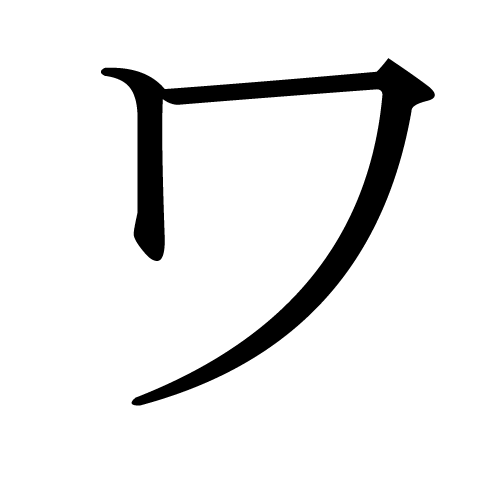
片假名ワ（清音）

平假名わ和片假名ワ是日语的假名之一，由一个音节组成。在日语五十音图中排第10行第1个（わ行あ段）的位置。

## 筆劃順序

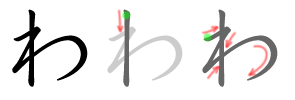
平假名わ的筆劃順序

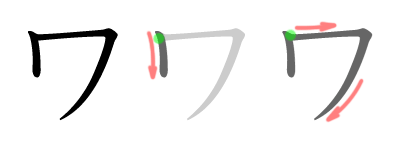
片假名ワ的筆劃順序

## 關於わ和ワ
| 現代日語發音     | 由1個子音和1個母音形成／ɰᵝä／音       |
| 五十音顺序       | 第44位                                |
| 伊吕波顺序       | 第13位，「を」之后、「か」之前        |
| 平假名「わ」字源 | 「和」字的草書。                      |
| 片假名「ワ」字源 | 「和」字偏旁的草體變形。              |
| 日语罗马字       | ：平文式罗马字：wa ：训令式罗马字：wa |
| 点字：           | \| ●－ —— \|                          |
| 通话表           | 「わらびのワ」                        |
| 摩尔斯电码       | －・－                                |
| ●－ ——           |                                       |